# Rat der Gemeinden und Regionen Europas

Europäisches Logo

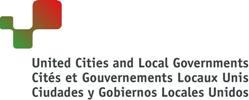
Internationales Logo

Der Rat der Gemeinden und Regionen Europas (RGRE) ist ein gemeinnütziger Verband der nationalen Verbände der Gemeinden und Regionen aus über 30 europäischen Ländern.

## Daten
Der Rat der Gemeinden Europas wurde 1951 in Genf von einer Gruppe europäischer Bürgermeister gegründet.
Er ist heute der größte Spitzenverband lokaler und regionaler Gebietskörperschaften Europas, seine Mitglieder sind über 50 nationale Verbände von Städten, Gemeinden und Regionen aus 37 Ländern. Zusammen repräsentieren diese Verbände rund 100.000 lokale und regionale Behörden. Das Budget des RGRE beträgt rund 2 Mio. €, von denen der größte Teil aus den Mitgliedsbeiträgen der nationalen Verbände stammt. Der Rest, etwa 10 %, besteht aus einem jährlichen Zuschuss von der EU-Kommission im Rahmen des Aktiven europäischen Bürgerschafts-Programms.
Am 23. Oktober 2006 wurde die jetzige Satzung des RGRE vom Ausschuss in Sevilla angenommen.
Die RGRE-Archive werden im Historischen Archiv der EU beim Europäischen Hochschulinstitut in Florenz aufbewahrt.
Präsident ist seit Dezember 2016 Stefano Bonaccini, mit einem Stab von etwa 20 Präsidiumsmitgliedern, der von Generalsekretär Fabrizio Rossi geleitet wird.
Der RGRE ist über Europa hinaus auch weltweit aktiv. Er bildet die europäische Sektion der Weltorganisation der Städte und Gemeinden, United Cities and Local Governments (UCLG). Dieser Weltverband ist heute der wichtigste Ansprechpartner der UNO, wo immer sie sich mit kommunalen Themen befasst oder sie beeinflusst. Auf Anregung des RGRE und der damaligen International Union of Local Authorities (Vorgängerin des heutigen Weltverbandes UCLG) hat die UNO 1999 einen Beirat der Kommunen (UNACLA = United Nations Advisory Council of Local Authorities) eingerichtet, in dem die Städte und Gemeinden der Welt seither an kommunalrelevanten Beratungen der Vereinten Nationen beteiligt werden. Im Jahre 2004 akzeptierte die UNO-Vollversammlung gemeinsam (mit der UN-Habitat-Abteilung) erarbeitete sogenannte „Leitlinien zur Dezentralisierung und Stärkung der Kommunen“, mit denen der Gedanke der kommunalen Selbstverwaltung gestärkt werden soll.

## Die Aktivitäten des RGRE
Das wichtigste Ziel des RGRE ist es, ein vereintes und starkes Europa zu unterstützen, das sich auf die lokale und regionale Selbstverwaltung und die Demokratie stützt; ein Europa, in dem Entscheidungen so bürgernah wie möglich und unter Beachtung des Subsidiaritätsprinzips getroffen werden. Mit diesem Ziel konnten in den Verhandlungen des EU-Verfassungskonvents 2003/2004 erstmals die Einbeziehung der regionalen und lokalen Ebenen der Mitgliedstaaten und die Stärkung des Subsidiaritätsgrundsatzes erreicht werden, die dann mit dem EU-Reform-Vertrag 2009 Vertragsrecht der EU wurden.
Die Verbandsarbeit deckt ein breites Themenspektrum ab: Öffentliche Dienstleistungen, Verkehr, Regionalpolitik, Umweltpolitik, Gleichstellung etc.
Mitwirkung an der europäischen GesetzgebungDie Rechtsetzung der EU – in Bereichen wie Umwelt, öffentliches Auftragswesen, Strukturfonds, staatliche Beihilfen und Wettbewerbsrecht – hat erhebliche Auswirkungen auf die lokalen und regionalen Gebietskörperschaften. Die Einflussnahme auf die europäische Rechtsetzung ist daher eine der Schlüsselaufgaben des RGRE. In enger Zusammenarbeit mit seinen Mitgliedsverbänden erarbeitet der RGRE Stellungnahmen, die zur Vertretung seiner Position gegenüber der Europäischen Kommission, insbesondere über seine Dialog- bzw. Konsultationsmechanismen und zur Interessensvertretung gegenüber dem Europäischen Parlament und dem Ministerrat dienen.
Gestaltung der Zukunft EuropasDer RGRE setzt sich für ein Europa ein, in dem das Subsidiaritätsprinzip und die lokale und regionale Selbstverwaltung geachtet wird. Ein Europa in dem sämtliche politischen Gestaltungsebenen (lokale, regionale, nationale, EU-Ebene) als Partner zusammenarbeiten. Der RGRE hat sich aktiv für eine europäische Verfassung eingesetzt, die die Bedeutung der Gemeinden, Städte und Regionen anerkennt; auch unterstützte er die lokalen und regionalen Gebietskörperschaften in den neuen Mitgliedsstaaten bei ihren Vorbereitungen auf den Beitritt zur Europäischen Union.
Informations- und ErfahrungsaustauschDie lokalen und regionalen Gebietskörperschaften verfügen über viele Erfahrungen in ihren Zuständigkeitsbereichen (Ausbildung, wirtschaftliche Entwicklung, Umwelt, Verkehr etc.). Der RGRE unterstützt den Erfahrungsaustausch, um die Erkenntnisse und Fähigkeiten zwischen seinen Mitgliedern zu verbreiten. Zu diesem Zweck organisiert der RGRE Arbeitsgruppen, Seminare und Konferenzen, in deren Rahmen sich seine Mitglieder treffen und ihre Ansichten und Vorstellungen austauschen.
Unterstützung von StädtepartnerschaftenDer RGRE ist Urheber des Städtepartnerschaftskonzeptes, dem die Idee zugrunde lag, dass ein vereintes und friedliches Europa am besten von seiner Basis her aufgebaut werden kann, d. h. durch seine Bürger. Gegenwärtig gibt es über 26.000 Town-Twinning-Projekte (Städtepartnerschaften) in Europa und es bleibt ein Schwerpunkt des RGRE, diese einzigartige Bewegung weiter auszubauen – insbesondere durch die Koordinierung der Arbeit der Städtepartnerschaftsbeauftragen. Der RGRE arbeitet hier eng mit der Generaldirektion Bildung und Kultur der Europäischen Kommission sowie mit dem Europäischen Parlament zusammen, um die notwendige finanzielle und politische Unterstützung der Städtepartnerschaften abzusichern. In dieser Frage arbeitet der RGRE eng mit der GD Bildung und Kultur der Europäischen Kommission zusammen.
Stärkung der Gemeinden und Regionen auf globaler EbeneDer RGRE bildet die europäische Sektion der Weltorganisation der lokalen Gebietskörperschaften, Vereinigte Städte und Lokale Gebietskörperschaften (UCLG – CGLU). Im Rahmen dieser Organisation fördert der Rat der Gemeinden und Regionen Europas die Demokratie und die lokale Selbstverwaltung sowie den Erfahrungsaustausch in der ganzen Welt. Er unterstützt auch den Nord-Süd-Dialog und die Entwicklung von Kompetenzen (capacity building).

## Internationale Führungsebene des RGRE
Die Vorsitzende des RGRE auf europäischer Ebene ist Annemarie Jorritsma, die Bürgermeisterin von Almere, Niederlande. Ihre Vertreter sind die Bürgermeister von Venedig, Giorgio Orsoni, und von Santander, Íñigo de la Serna.

## Deutsche Sektion
Der deutschen Sektion steht der Oberbürgermeister von Karlsruhe, Dr. Frank Mentrup, vor.
Die deutsche Sektion gibt seit 1981 die Zeitschrift Europa kommunal heraus, die seit 2008 jedoch nur noch in elektronischer Form erscheint und per E-Mail versendet wird.